# Монгуш, Кожелдей Борбак-оолович
Кожелдей Борбак-оолович Монгуш (9 октября 1943 — 12 апреля 1998) — поэт, прозаик.

## Биография
Родился 9 октября 1943 года в селе Чыргакы Дзун-Хемчикского хошуна Тувинской Народной Республики. Окончил Чаданскую школу № 1, естественно-географический факультет Кызылского государственного педагогического института. Работал учителем в школах Тувы (1965—1977), редактором газеты «Ленинчи орук» (1977—1987), радиожурналистом Государственной телерадиокомпании Республики Тыва (с 1987 г).

## Творчество
Литературной деятельностью начал заниматься с 1964 года. Первая книга рассказов и повестей «Эремаа» вышла в 1974 году. Автор пьесы-сказки «Уш чуул эртемниг оол» («Мальчик с тремя знаниями»), занявшей на фестивале театров Восточной Сибири 1-е место. С большим успехом шла постановка ещё одной пьесы «Мунгарава, авай!» (Не печалься, мама!). Проза М. Кожелдея стала одним из заметных явлений тувинской литературы. Писатель опирается в своих произведениях на событийное, сюжетное начало. Будучи журналистом, объехал всю Туву, встречался со многими людьми, знал их судьбы. Изображал он странные, и маловероятные события «Долаан бургандан келген уруг» (Девушка из Большой Медведицы). Его произведения переведены на русский и английский языки. Был членом Союза журналистов СССР, Союза писателей России (1993).

## Основные публикации
- Эремаа: повесть, рассказы, 1974
- Весенние ветры: повесть, рассказы, 1977
- Где правда?: повести, 1982
- Вдали от родины: повести, рассказы, 1995